# Твёрдые формы
Твёрдая форма (фр. forme fixe) — тип поэтической формы.

## Краткая характеристика
Понятие о твёрдой форме сложилось в литературоведении применительно к клишированным песенным формам во французской поэзии и музыке XIII — первой половины XV веков: это баллада, виреле и рондо. В широком смысле к твёрдым формам относят также локальные разновидности виреле XIV—XVI веков: итальянскую баллату, испанскую кантигу, английскую кэрол XV века, испанские песни XVI века вильянсико и кансьон (в одном из значений [песня в итальянском вкусе на испанском языке]), итальянскую песню XVI в. бардзеллетту (см. Фроттола) и некоторые другие.
Развивая теорию твёрдой формы, А. П. Квятковский ввёл дополнительно понятие монострофы — короткого композиционно замкнутого стихотворения; к монострофам он относил, впрочем, не только рондо, триолет или сонет, но и частушку, что вызвало ряд возражений у фольклористов.
М. И. Шапир определил твёрдую форму как «парадигматическую константу, охватывающую произведение в целом», иными словами — совокупность тех или иных характеристик стихотворения (метрических, строфических, рифменных и др.), являющуюся устойчивой (константной) в рамках национальной или интернациональной поэтической традиции и объединяющую обладающие этими характеристиками тексты в единый тип (парадигму) с точки зрения автора и читателя. «Форма, введённая одним поэтом или (чаще) группой их, становится твёрдой (канонической) с того времени, когда она, во-первых, принимается другими поэтами (элемент выживаемости) и, во-вторых, изучается специалистами» (Иван Рукавишников).
От твёрдых форм принято отличать строфы, также обладающие устойчивым набором просодических характеристик, но при этом позволяющие свободное комбинирование и умножение в пределах текста. В то же время устоявшиеся строфы способны автономизироваться и превращаться в твёрдую форму (см. онегинская строфа), и наоборот, устоявшиеся твёрдые формы могут функционировать как строфы в текстах более сложной структуры, в том числе также являющихся твёрдыми формами (см. венок сонетов).
В современной поэзии твёрдые формы употребляются заметно реже, чем в поэзии классического периода, хотя высказывается и мнение о том, что такое положение вещей обедняет поэзию и лишает читателей удобных ориентиров, а потому желательно появление новых твёрдых форм.

## Примеры твёрдых форм
- Баллада
- Баллата
- Венок
- Вилланель
- Виреле
- Газель
- Глосса
- Децима
- Дистих
- Касыда
- Лимерик
- Октава
- Онегинская строфа
- Пантум
- Ритурнель
- Рондель
- Рондо
- Рубаи
- Рюка (жанр)
- Секстина
- Септима
- Сонет
- Танага
- Танка
- Терцины
- Триолет
- Хайку